# Елена Тончева (музиковед)
Елена Борисова Тончева е български учен музиковед, музикантка, създателка на дисциплината музикална медиевистика в България, носителка на Хердерова награда през 1998 г. за нейната изследователска работа в областта на източноправославната средновековна музика.

## Биография
Родена е на 26 юни 1933 г. в София.
Изучава пиано и теория на музиката в НМА 1951 – 1958 г. Преминава обучение по класическа филология в СУ „Св. Климент Охридски“, а през 1971 – 1972 г. специализира медиевистика в Париж.
Посещава през 60-те години на XX в. курса на Петър Динев по съвременна византийска невмена нотация в Българската академия на науките.
Други специализации: в Поатие през 1973 г. и в Харвардски университет през 1990 г.
Умира през 2011 г.

## Изследователска дейност
Основните теоретични научни дейности на Елена Тончева са в областта на старата българска православна музикална култура и химнография.
Православната църковнопевческа традиция в нейните изследвания е насочена към мелодическите фигури и формули за св. Йоан Кукузел и средновековните композитори, както и към пеенето по тогавашните задължителни „тезиси“.  Елена Тончева има заслуги като изследовател, открил и популяризирал творчеството на Йоан Кукузел Ангелогласния, произведението му „Полиелей на българката“ и на песенните творби, определени като „болгарский роспев“.
Над 400 научни публикации, доклади за изследвания, книги, учебници и учебни помагала свидетелстват ангажирането на Елена Тончева с различни тематики от изкуството.
През втората половина на XX век изследователката извършва теренни звукозаписи на магнетофонни ленти на църковни песнопения, които изграждат фоноархива на архив „Църковна музика“ при института за изкуствознание.

## Професионална кариера
Преподава пиано в детска музикална школа до 1960 г.
Възпитаници и последователи на Елена Тончева в музикалната медиевистика са Стефан Хърков, Асен Атанасов, Марияна Димитрова, Светлана Куюмджиева, Дякон д-р Иван Иванов и др.
Работи с български църковни хорове, сред тях е женският хор в Драгалевския манастир, ръководен от Гизи Пиринска (монахиня Серафима). Сътрудничи за дешифрирането на произведения от Средновековието в репертоара на ансамбъл „Св. Йоан Кукузел“ и на камерен хор „Средец“, чийто диригент е Александър Куюмджиев.
От 1959 г. работи в музикално-педагогическата секция, а по-късно – в музикално-историческата секция на Института за музика. Съдейства за организацията на международен симпозиум, посветен на „Болгарски роспев“. Професор и автор на множество учебници, биографични очерци, монографии. Има интереси към оперетното изкуство. Рецензент на енциклопедията „Български музикален театър“ с колектив от автори, между които е Розалия Бикс.
Председателства сдружението „Музика сакра“. Сътрудничи си с Богословския факултет на Софийския университет и е научен ръководител на докторанти в областта на музикознанието.
През годините от 1994 до 1999 е председател на секцията „Музиколози“ към СБК.
Директор на обединения Институт за изкуствознание с Института за изследване на изкуствата от 1996 до 2004 г.

## Отличия
- Преди Елена Тончева с международната награда „Готфрид фон Хердер“ е удостоен музиковедът проф.Стоян Джуджев. Тя е сред първите 30 българи, носители на тази награда.[14]
- Орден „Кирил и Методий“, 1983 г.
- Медал „1300 години България“, 1981 г.
- Награда от Съюза на музикалните дейци за музикална критика, 1966 г.[4]

## Частична библиография
- Проблеми на старата българска музика, София, Наука и изкуство, 1975[15]
- Православна музика: Доклади от семинари на Богословския фак. при СУ „Св. Климент Охридски“ и Инст. по музикознание на БАН за периода 2004 – 2006[16]
- Въведение в невмознанието: Средновековни нотни системи[17]
- Манастирът Голям Скит - школа на „Болгарский роспев“: Скитски „Болгарски“ ирмолози от XVII-XVIII в.: Ч. 1-2 София, Музика, 1981[18]
- Болгарский роспев [Нотирана музика]: [за 1 глас] на руски, състав., транскр. и ред. Елена Тончева; ред. на словесните текстове Стефан Кожухаров, София, Съюз на бълг. композитори, 1971[19]
- „Привежда в благоритъм душата си…“: православна църковна музика/ Елена Тончева; [състав., ред. Юлиан Куюмджиев], Пловдив, Акад. за муз., танцово и изобраз. изкуство, 2011[20]
- Старобългарска литература: енциклопедичен речник/ Александър Наумов [и др.]; състав., отг. ред., [предг.] Донка Петканова; науч. ред. Иван Добрев, Анисава Милтенова, 2. прераб. и доп. изд., В. Търново, Абагар, 2003, ISBN:954-427-532-0[21]
- Юлиян Стоянов Куюмджиев. Многогласната литургия в българската музика от 1878 година до 30-те години на XX век, дисертация, София, 2001, рецензенти: Елена Тончева, Наташа Япова[22]
- Първи международен конгрес по българистика, София, 23 май - 3 юни 1981: доклади/ гл. ред. Пантелей Зарев [и др.], София, БАН, 1982[23]
- Solon Hadjisolomos. The modal structure of the 11 eothina anastassima ascribed to the emperor leo VI (+919), на английски, дисертация, Copenhagen, 1980, Други автори: Христов, Димитър Йорданов, Тончева, Елена Борисова[24]